# All Things Vice
All Things Vice es un blog a cargo de la periodista australiana Eileen Ormsby sobre noticias en la web oscura. Desde sus investigaciones en el caso Silk Road (Ruta de Seda) en 2013, el mercado de la red oscura la llevó a bloguear sobre varios acontecimientos en la web oscura y a publicar un libro, Ruta de Seda (Silk Road)
Buscada para comentar, ha escrito, sido entrevistada y citada sobre la red oscura, la estafa nigeriana, bitcoin y cuestiones del mercado de la web oscura.
Ella ha obtenido un número de entrevistas exclusivas de individuos involucrados en la red oscura. Fue citada en el juicio del narcotraficante Paul Leslie Howard que descubrió el mercado Silk Road después de leer la cobertura en su sitio.